# 麦玉珍
麦 玉珍（ばく ぎょくちん、マック・ゴク・チャン、繁体字中国語: 麥 玉珍、ベトナム語: Mạch Ngọc Trân、1973年10月14日 - ）は中華民国の政治家（台湾民衆党所属）。現在は立法院議員を務める。

## 生い立ち
1973年、南ベトナム・ビエンホア省（現ドンナイ省）に生まれる。父親は広東人で、母親は客家である。1994年、妊娠中に台湾人の夫とともにベトナムから彰化県秀水郷へと移った。夫から度重なる家庭内暴力を受け、結婚から8年後に離婚している。その後は警察と社会局でベトナム語通訳として働いた。2003年に台湾新移民協会を創立し、2020年には台湾新住民党を成立させている。
2009年、麦玉珍、呉金燕（ウー・ジンイェン）監督によるドキュメンタリー映画『女たちの力（原題：女人的力量）』に出演した。本作は台湾で放映され、彼女が1995年にベトナムから台湾・彰化に嫁いでからの人生を描いている。国際結婚の破綻と2002年の離婚を経て、彼女は困難を乗り越え、「台湾新移民協会」を設立し、台湾に暮らす外国人女性たちを支援する活動に取り組んだ。映画では、女性、母親、嫁という複数の役割を担いながらも、情熱と行動力で社会に貢献し続ける姿が描かれている。 このドキュメンタリーは、2009年の南方影展、2010年の台湾国際女性映画祭、台北映画祭、および金穂賞など、複数の映画祭で上映され、注目を集めた。

## 政歴

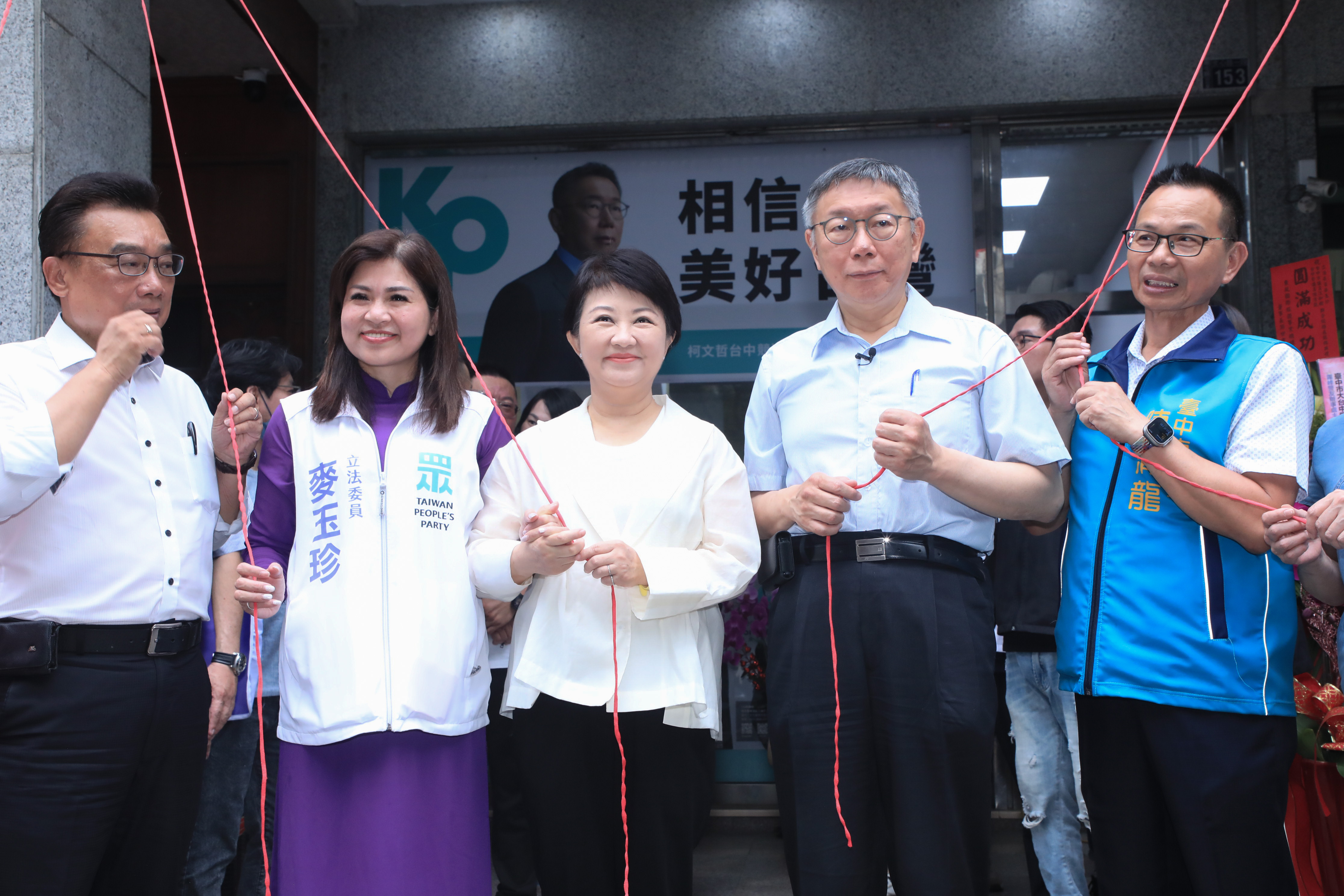
2024年5月26日、民衆党の立法委員麦玉珍（左から2番目）、台中市議員江和樹および陳清龍は合同で事務所を開設した。

2024年中華民国立法委員選挙中、麦玉珍は台中市で200人以上の新住民を招き、柯文哲と対談した。対談中、麦は立法委員名簿に新住民の席を設けることを提案し、柯はその場で同意した。
2023年11月、麦は民衆党で5人目（女性としては3人目）の立法委員選候補となる。財産申報表は空白であり、所有財産無しとされた。
麦は原住民委員会に倣って二級機関「新住民委員会」を政府が設立すべきだと訴えているが、行政院人事行政総処は専門機関の設置、新住民行政局の設置、国家試験での新住民関連の出題を推奨しないとする「三個不建議」を報告書の中で記した。

## 不祥事
2024年7月3日、「Home Run Go ドラゴンフルーツ日本進出」を公表する記者会見時、麦は台湾産のドラゴンフルーツを手荷物としてベトナムに持ち帰り、植えたことがあると発言し、違法な種苗密輸行為に対して批判が殺到した。その夜、当時は台湾に移住してから日が浅く、十分な法的知識がなかったと謝罪した。

## 選挙歴
| 年度 | 選挙回数             | 選挙区                                 | 所属政党   | 得票数    | 得票率 | 当選標記 | 備註 |
| ---- | -------------------- | -------------------------------------- | ---------- | --------- | ------ | -------- | ---- |
| 2024 | 第十一回立法委員選挙 | 全国不分区及僑居国外国民立法委員選挙区 | 台湾民衆党 | 3,040,615 | 22.07% |          |      |